# ماریا یومنو
ماریا یومنو (انگلیسی: Maria Yumeno؛ زاده ۱۷ اوت ۱۹۷۸) یک بازیگر پورنوگرافی است. 